# Maria Albertina Diogo
Maria Albertina Ferreira Diogo (Santiago do Cacém, 9 de fevereiro de 1932) foi uma trabalhadora doméstica, funcionária clandestina do Partido Comunista Português, resistente antifascista e presa política portuguesa durante seis anos.

## Biografia
Albertina Diogo nasceu em Santiago do Cacém, no dia 9 de fevereiro de 1932.  Foi detida pela PIDE por "atividades subversivas" a 14 de novembro de 1960, na casa onde vivia com o companheiro, Guilherme da Costa Carvalho - militante e dirigente do Partido Comunista Português - e com quem teve dois filhos com os quais só pôde viver alguns meses.
Na Prisão de Caxias, foi sujeita a extrema violência, quer através da tortura do sono, durante cinco dias e quatro noites, quer da parte de duas polícias, Madalena e Odete, que lhe lesaram o ouvido para sempre. Esteve presa até 5 de julho de 1966, e isolada durante quarenta e cinco dias, trinta dos quais em que não pôde receber visitas.
Em 2007, o fotógrafo João Pina, neto de Albertina Diogo, editou o livro Por teu livre pensamento, em parceria com Rui Galiza, sobre as memórias de 25 antigos presos políticos portugueses.
Em 2024, Albertina vivia no Porto.